# Juan Agustín Uricoechea Navarro
Juan Agustín Uricoechea Navarro (Bogotá, 28 de agosto de 1824-Bogotá, 11 de septiembre de 1883) fue un abogado, politólogo y político colombiano.
Uricoechea ocupó la presidencia de Colombia el 29 de enero de 1864 al 29 de febrero de 1864 por ausencia del titular, Tomás Cipriano de Mosquera. También ocupó los cargos de procurador general de la Nación en el gobierno de Mosquera, y embajador de Colombia en varios países. Como abogado fue magistrado de la Corte Suprema de Justicia de Colombia por 10 años.

## Biografía

### Inicios
Juan Agustín Uricoechea nació el 28 de agosto de 1824, en el seno de una familia tradicional de la capital, Santafe de Bogotá, de orígenes españoles. 
Se educó en el Colegio Mayor de Nuestra Señora del Rosario, y en 1842 la Corte Suprema de Justicia le otorgó el título de doctor en Ciencias Políticas. Enseñó Derecho en el Colegio Mayor de San Bartolomé de Bogotá.
Se graduó como abogado del Colegio Mayor de Nuestra Señora del Rosario. Fue juez en varias ocasiones, e integró la terna de candidatos para rector del Colegio del Rosario en 1853, pero el gobernador de Cundinamarca, general Rafael Mendoza designó a Francisco Eustaquio Álvarez.
Ejerció la rectoría de su alma mater, la Rosario, entre el 5 de agosto de 1864 y el 19 de febrero de 1866. 
Fue congresista en varias oportunidades, y luego ocupó una curul como diputado por Bogotá en la Convención de Rionegro.

### Presidencia (1864)
Con el conflicto entre Colombia y Ecuador, el presidente Mosquera tuvo que viajar hasta la zona en conflicto, en Ecuador, para apersonarse de las operaciones gracias a su vasta experiencia militar. Ante la ausencia física de Mosquera, el Congreso nombró en provicionalidad a Uricoechea como presidente interino del país, en virtud de su cargo como procurador general de la Nación.
Uricoechea ocupó el cargo del 29 de enero de 1864 al 29 de febrero del mismo año, estando en el cargo exactamente un (1) mes. Su corto gobierno sólo se limitó a mantener el país en orden durante las hostilidades con Ecuador.
Le entregó el poder a Mosquera a su regreso de la frontera y retomó su cargo como procurador general de la Nación. Este tipo de encargos no serían extraños durante el siglo XIX.

### Postgobierno
Uricoechea estuvo al frente de la Procuraduría General de la Nación de Colombia hasta 1886.
En 1867, como senador, participó en el debate y proceso de acusación que el Congreso de la República le hizo al expresidente Mosquera por 23 cargos contra la Constitución luego de haber sido derrocado. Actuó como abogado defensor y logró la libertad de Leonardo Manrique Caicedo por la sindicación que se le hizo de haber participado en el intento de asesinato contra el abogado Juan Esteban Zamarra.
Fue embajador de Colombia ante Francia, Inglaterra y Estados Unidos. También fue magistrado de la Corte Suprema de Justicia en 1878.

#### Muerte
Juan Agustín Uricoechea falleció en Bogotá, el 11 de septiembre de 1883, a los 59 años. Sus restos reposan actualmente en la capilla de La Bordadita, dentro del claustro de la que una vez fue su universidad (del Rosario), en el centro de Bogotá.

## Familia
Juan Agustín era descendiente de españoles, ya que su apellido provenía de Vizcaya, País Vasco, España. Era hijo del neogranadino Policarpo José Uricoechea y Zornoza y de su esposa María Josefa Navarro Rocha, ambos miembros de prestigiosas familias de la época.
Su padre contrajo matrimonio por segunda vez con Juana Ramona Virginia Menéndez Arjona y Zornoza, pariente suya, el 18 de julio de 1847, y con quien tuvo a sus únicas hijas, Concepción y María Uricoechea Arjona, hermanastras de Juan Agustín.

### Líneas colaterales
Era primo del científico Ezequiel Uricoechea, quien era hijo de José María de Uricoechea y Zornoza, hermano del padre de Juan Agustín. José María era un destacado militar y fue importante durante la Guerra de la Independencia de Colombia. 
Así mismo, su primo Ezequiel era biznieto del político granadino Francisco Antonio Moreno y Escandón, real oidor de Nueva Granada. Igualmente, una de sus tías estaba casada con un pariente del político Custodio García Rovira.

### Matrimonio y descendencia
Uricoechea se casó dos veces. Con su primera esposa tuvo a su hijo mayor Juan Uricoechea Cuéllar. Se casó por segunda vez con Jacoba Cuéllar, pariente de su primera esposa, con quien tuvo a sus hijos Ángel María, José, Jorge, Luis F., Magola, Sara, Mercedes, Paulina y Juan Agustín Uricoechea Cuéllar.
Su bisnieto Gabriel Uricoechea Salazar, descendiente de su hijo mayor Juan Agustín, se casó con María del Carmen Caballero Holguín, quien era una de los cuatro hijos del periodista y escritor Eduardo Caballero y su esposa Isabel Holguín Dávila. María del Carmen era hermana de Antonio, Luis y Beatriz Caballero, nieta de Lucas Caballero Barrera, sobrina de Lucas Caballero Calderón y prima de Cecilia Caballero Blanco (esposa de Alfonso López Michelsen).

## Homenajes
Con su muerte, el presidente de la época Eusebio Otálora decretó que su muerte se homenajeara con honores. La hoy Universidad del Rosario otorga cada año a sus docentes el Premio a la Docencia de Excelencia que lleva su nombre.